# Casalnoceto
Casalnoceto – miejscowość i gmina we Włoszech, w regionie Piemont, w prowincji Alessandria.
Według danych na styczeń 2010 gminę zamieszkiwały 992 osoby przy gęstości zaludnienia 76,5 os./1 km².